# Yo-Yo Ma
Yo-Yo Ma (ur. 7 października 1955 w Paryżu) – amerykański wiolonczelista pochodzenia chińskiego.
Od 7. roku życia wychowywał się w USA. Występuje od dzieciństwa, m.in. jako 8-latek koncertował z orkiestrą pod dyrekcją Leonarda Bernsteina. W swoim repertuarze ma zarówno utwory muzyki poważnej, jak i rozrywkowej.
Laureat nagrody Avery Fisher Prize w 1978 oraz wielu nagród Grammy, doktor honoris causa uniwersytetów: Harvarda (1991) i Princeton (2005). Odznaczony w 2001 Prezydenckim Medalem Wolności i Narodowym Medalem Sztuki. W 2006 został laureatem prestiżowej duńskiej Nagrody Fundacji Muzycznej Léonie Sonning. W 2012 otrzymał Polar Music Prize przyznawaną przez Szwedzką Królewską Akademię Muzyczną. W 2016 roku odznaczony został komandorią francuskiego Orderu Sztuki i Literatury.
Dyskografia muzyka obejmuje ponad sto albumów, zarówno solowych, jak i w rozmaitych konfiguracjach.

## Wybrana dyskografia
- Six Evolutions – Bach: Cello Suites (2018)[3]
- Wyznania gejszy (2005)
- The Silk Road Project – Beyond the Horizon (2005)
- Yo-Yo Ma Plays Ennio Morricone (2005)
- Yo-Yo Ma Cello Suites #6 (2005)
- The Dvořák Album (2004)
- Vivaldi's Cello (2004)
- Obrigado Brazil Live (2004)
- Paris – La Belle Epoque (2003)
- Naqoyqatsi: Original Motion Picture Souindtrack (2002)
- Yo-Yo Ma Plays the Music of John Williams (2002)
- Silk Road Journeys – When Strangers Meet (2002)
- Classic Yo-Yo (2001)
- Classical Hits (2001)
- Heartland: An Appalachian Anthology (2001)
- Inspired by Bach (2000)
- Crouching Tiger, Hidden Dragon (2000)
- Corigliano: Phantasmagoria (2000)
- Simply Baroque II (2000)
- Appalachian Journey (2000)
- Dvořák: Piano Quartet No.2, Sonatina in G, Romantic Pieces (2000)
- John Williams Greatest Hits 1969-1999 (1999)
- My First 79 Years (1999)
- Solo (1999)
- Brahms: Piano Concerto No.2, Cello Sonata Op.78 (1999)
- Lulie the Iceberg (1999)
- Songs and Dances (1999)
- Franz Joseph Haydn (1999)
- Simply Baroque (1999)
- Tavener: The Protecting Veil (1998)
- Korngold, Schmidt: Music for Strings and Piano Left Hand (1998)
- Inspired by Bach: "Falling Down Stairs" -- Cello Suite No.3 (1998)
- Inspired by Bach (1998)
- Inspired by Bach: "Struggle For Hope" -- Cello Suite No.5 (1998)
- Inspired by Bach: "The Music Garden" -- Cello Suite No.1 (1998)
- Inspired by Bach: "Sarabande" -- Cello Suite No.4 (1998)
- Inspired by Bach: "The Sound of the Carceri" -- Cello Suite No.2 (1998)
- Inspired by Bach: "Six Gestures" -- Cello Suite No.6
- Soul of the Tango (1997)
- Liberty! (1997)
- The Tango Lesson (1997)
- Seven Years in Tibet (1997)
- Symphony 1997 (1997)
- Mozart: The Piano Quartets (1997)
- From Ordinary Things (1997)
- Cello Concertos by Danielpour, Kirchner and Rouse (1996)
- Schubert and Boccherini String Quintets (1996)
- Lieberson: King Gesar (1996)
- Appalachia Waltz (1996)
- Schubert: Trout Quintet; Arpeggione Sonata (1996)
- Concertos from the New World (1995)
- Greatest Hits: Saint-Saëns (1995)
- Tackling the Monster: Marsalis on Practice (VHS) (1995)
- Brahms, Beethoven, Mozart: Clarinet Trios (1995)
- Immortal Beloved (1994)
- Chopin: Chamber Music (1994)
- The New York Album (1994)
- Greatest Hits: Gershwin (1994)
- Greatest Hits: Tchaikovsky (1994)
- Beethoven, Schumann: Piano Quartets (1994)
- Dvořák In Prague: A Celebration (1994)
- Made in America (1993)
- Yo-Yo Ma at Tanglewood (VHS) (1993)
- Fauré: Piano Quartets (1993)
- Brahms: Cello Sonatas (1992)
- Hush (1992)
- Prokofiew: Sinfonia Concertante; Tchaikovsky: Rococco Variations; Andante Cantabile (1992)
- Brahms: Sextets; more (1992)
- Saint-Saëns: Organ Symphony; Bacchanale; Marche Militaire; Carnaval des animaux; Danse macabre (1992)
- Rachmaninow, Prokofiew: Cello Sonatas (1992)
- Brahms: Double Concerto; Berg: Chamber Concerto (1992)
- Saint-Saëns: Cello Concerto No.1; Piano Concerto No.2; Violin Concerto No.3 (1992)
- Brahms: The Piano Quartets (1990)
- A Cocktail Party (1990)
- Mozart: Serenade, K.361; Sonata for Bassoon and Cello, K.292 (1990)
- Strauss: Don Quixote; Die Liebe der Danae (1990)
- Great Cello Concertos: Dvořák, Elgar, Haydn, Saint-Saëns, Schumann (1989)
- Strauss, Britten: Cello Sonatas (1989)
- Szostakowicz: Quartet No.15; Gubaidulina: Rejoice (1989)
- The Japanese Album (1989)
- Portrait of Yo-Yo Ma (1989)
- Szostakowicz: Symphony No.5; Cello Concerto (1989)
- Barber: Cello Concerto; Britten: Symphony for Cello and Orchestra (1989)
- Szostakowicz: Piano Trio No.2; Cello Sonata (1988)
- Dvořák: Piano Trios (1988)
- Schumann: Cello Concerto; Adagio and Allegro; Fantasiestucke; more (1988)
- Brahms: Double Concerto; Piano Quartet No.3 (1988)
- Beethoven: Complete Cello Sonatas (1987)
- Boccherini: Cello Concerto; J.C. Bach: Sinfionia Concertante (1987)
- Mozart: Adagio and Fugue in C Minor; Schubert: String Quartet No.15 (1987)
- Haydn: Cello Concertos (1986)
- Beethoven: Cello Sonata No.4; Variations (1986)
- Strauss: Don Quixote; Schoenberg: Cello Concerto (1986)
- Dvořák: Cello Concerto; Silent Woods; Rondo (1986)
- Mozart: Divertimento, K.563 (1985)
- Elgar, Walton: Cello Concertos (1985)
- Japanese Melodies (1985)
- Bach: Unaccompanied Cello Suites (1985)
- Schubert: Quintet in C Major (1985)
- Haydn: Three Favorite Concertos -- Cello, Violin and Trumpet Concertos (1984)
- Bach: Sonatas for Viola da Gamba and Harpsichord (1984)
- Beethoven: Cello Sonatas Nos.3 and 5 (1984)
- Bolling: Suite for Cello and Jazz Piano Trio (1984)
- Szostakowicz, Kabalevsky: Cello Concertos (1984)
- Beethoven: Cello Sonatas, Op.5, Nos.1 andamp; 2 (1983)
- Saint-Saëns, Lalo: Cello Concertos (1983)
- Kreisler, Paganini: Works (1983)